# 1712 en santé et médecine
| Années de la santé et de la médecine : 1709 - 1710 - 1711 - 1712 - 1713 - 1714 - 1715    |
| Décennies de la santé et de la médecine : 1680 - 1690 - 1700 - 1710 - 1720 - 1730 - 1740 |

Cet article présente les faits marquants de l'année 1712 en santé et médecine.

## Publications
- Engelbert Kaempfer (1651–1716) publie Amoenitatum exoticarum politico-physico-medicarum fasciculi V [1].

## Naissances
- 8 mars : John Fothergill (mort en 1780), médecin anglais[2].
- 27 mars : Claude Bourgelat (mort en 1779), écuyer et vétérinaire français[3].

Date non précisée
- Angélique du Coudray (morte en 1794), sage-femme française[4].

## Décès
- 2 février : Martin Lister (né en 1638), médecin et naturaliste britannique[5].
- 25 mars : Nehemiah Grew (né en 1641), médecin et botaniste anglais[6].